# Dynamit (Lied)
Dynamit ist die erste Singleauskopplung des Kollaboalbums Jung, brutal, gutaussehend 2 der deutschen Rapper Kollegah und Farid Bang. Sie wurde am 30. November 2012 über das Plattenlabel Selfmade Records veröffentlicht.

## Hintergrund
Nach vorheriger Ankündigung via Facebook wurde am 28. November 2012 das Musikvideo zu Dynamit auf YouTube veröffentlicht. Zwei Tage später erschien die Single dann auch zum digitalen Download. Neben der Originalversion befinden sich auch eine Instrumental- und Acapellaversion auf der Single.
Das Musikvideo zeigt die beiden Rapper in einer zerfallenen Stadt, welche Düsseldorf darstellen soll. Am Ende des Videos fahren die beiden Künstler mit einem schwarzen und einem weißen Porsche 991 Carrera im Kreis und das Logo des Vermarkters Selfmade Records wird eingeblendet. Das Video wurde von der Firma StreetCinema produziert, Malic Bargiel übernahm hierbei die Produktionsleitung und Daniel Zlotin trat als Regisseur des Videos in Erscheinung. Es wurde auf YouTube über 12,4 Millionen Mal aufgerufen (Stand: Juni 2023). Um einen Eindruck von den Dreharbeiten zu vermitteln, wurde ein Making-of veröffentlicht.

## Covergestaltung
Auf dem Cover ist mittig eine Explosion zu sehen, die von einem dunklen Hintergrund umgeben ist. Im Vordergrund stehen die Schriftzüge Kollegah + Farid Bang und Dynamit.

## Chartplatzierungen
Dynamit stieg auf Position 28 in die deutschen Singlecharts ein, platzierte sich in der darauffolgenden Woche auf Platz 87 und verließ die Charts danach wieder. In Österreich schaffte es die Single auf Platz 39 und in der Schweizer Hitparade auf Platz 41. In beiden Ländern konnte sie sich nicht länger als eine Woche in den Charts halten.
| ChartsChartplatzierungen | Höchstplatzierung | Wochen |
| ------------------------ | ----------------- | ------ |
| Deutschland (GfK)        | 28 (2 Wo.)        | 2      |
| Österreich (Ö3)          | 39 (1 Wo.)        | 1      |
| Schweiz (IFPI)           | 41 (1 Wo.)        | 1      |

## Trivia
Im Januar 2014 wurde das Album Jung, brutal, gutaussehend 2 durch die Bundesprüfstelle für jugendgefährdende Medien indiziert. Dynamit ist jedoch eines von insgesamt nur zwei Liedern, die nicht indizierungsrelevant sind, weshalb es trotz der Indizierung des Albums weiterhin online verfügbar ist.